# Герб Гуляйпільського району
Герб Гуляйпільського району — офіційний символ Гуляйпільського району, затверджений 6 грудня 2002 р. рішенням сесії районної ради.

## Опис
На щиті, перетятому лазуровим і зеленим, біжить золотий кінь. Щит обрамлений золотим декоративним картушем і увінчаний стилізованою короною з колосків пшениці та соняшника.